# トヨタディーゼル店
トヨタディーゼル店（トヨタディーゼルてん）とは、1957年から1988年まで存在していたトヨタ自動車のディーラーである。

## 沿革

### トヨタのディーゼル車市場進出と専門店設置
トヨタディーゼル店は、トヨタ自動車工業とトヨタ自動車販売（現：トヨタ自動車）が、1957年（昭和32年）3月のDA80系「大型トラック」の発表を機に、大型商用車市場に本格的に進出するために新設した、大型トラックと大型バスを専門に扱う販売チャネルである。当時、トヨタ自動車の販売チャネルにはトヨタ店とトヨペット店が存在しており、トヨタディーゼル店は3番目に設立されたものであった。
トヨタ初の大型車用ディーゼルエンジンであるD型エンジン搭載車の販売と整備を柱としていたが、従前からのB型やF型といったガソリンエンジンを搭載したトラック（BX/FX、FA）、バス (FB)と、ランドクルーザー（FJ/BJ）、コースターも取り扱うこととなった。また、乗用車に比べて大型の設備や治具・工具を要するダイナもトヨタ店との併売として取り扱われ、1969年（昭和44年）発表のマッシーダイナもトヨタ店およびトヨタディーゼル店の扱いとなった。
トヨタ店やトヨペット店と異なり、トヨタディーゼル店は全国展開されず、大都市にのみ設置された。1957年（昭和32年）2月から1958年（昭和33年）4月にかけて、東京、大阪、愛知（名古屋市）、福岡、宮城（仙台市）、静岡、北海道（札幌市）、兵庫（神戸市）、神奈川（横浜市）の9都道府県にディーゼル店販売会社が設立された。後の1965年（昭和40年）9月には、埼玉（川口市）と千葉にもディーゼル店販売会社が設立された。この埼玉と千葉の2社は、元々はプリンス自動車工業の販売会社であったが、1966年（昭和41年）8月の日産自動車との合併を控え、トヨタディーゼル店に鞍替えしたものである。
なお、ディーゼル店が設置されない地域では、トヨタ店が大型商用車とディーゼル車の販売を引き続き担当していた。
また、フォークリフトなどの産業車両（トヨタL&F）を扱っていた販売会社もあり、それらの販売会社はのちに産業車両の販売部門を分社化している（例：トヨタL&F兵庫は、神戸トヨタディーゼルの産業車両部が前身）

### ディーゼル店での乗用車販売
大型車市場におけるトヨタのシェアは、専業4社（いすゞ・日野・ふそう・民生産業）の台頭によって年々縮小していき、各トヨタディーゼル店が経営不振に陥ったことから、やがてパブリカやカローラといった乗用車も取り扱われるようになった。
ただし、ディーゼル店での乗用車販売は、経営不振に陥った各ディーゼル店を救済するためにやむを得ずトヨタ自動車販売（現：トヨタ自動車）がとった措置であり、当時のトヨタの方針は、あくまでも「ディーゼル店は大型商用車の販売に専念すること」であった。

### ディーゼル店からカローラ店へ

トヨタDR15形リヤエンジンバス（1971年製）産交バス。
車体は当時のいすゞ車に標準架装されていた川重車体製（いすゞバス製造を経て現在はジェイ・バス）で、Hゴム支持の立ち席窓に代え、上下2段のアルミサッシ窓の採用が新しかった。

トヨタの方針とは裏腹に、ディーゼル店の販売の主力が完全にカローラ店扱いの乗用車になったことから、1970年代に入るとトヨタとの販売契約を結び直したうえで販売系列を変更し、社名も販売車と同じトヨタカローラ店系列に変更するディーゼル店が続出した（例：静岡トヨタディーゼル⇒トヨタカローラ東海）。初代カローラが発売された1966年（昭和41年）には11社のディーゼル店販売会社が存在していたが、3代目カローラが発売された1974年（昭和49年）時点では、東京トヨタディーゼルと名古屋トヨタディーゼルの2社を残すのみとなっていた。
最後に残った2社のうち、東京トヨタディーゼルは1980年（昭和55年）1月に解散し、名古屋トヨタディーゼルが唯一存続していたが、これも1989年（昭和64年・平成元年）1月に系列変更を行い、トヨタカローラ名都（めいと）と社名を変更し、この時点でトヨタディーゼル店の販売会社は消滅した。トヨタカローラ名都はその後、1996年（平成8年）4月にトヨタカローラ愛豊（あいほう）に吸収合併されて現在に至っている。2023年6月現在、ディーゼル店を前身とする販社で法人格が存続しているのは札幌・埼玉・神戸・福岡の4社である。
ディーゼル店のカローラ店への移行により、それまでディーゼル店専売とされていたディーゼルエンジン搭載の普通・小型トラック・バスおよびランドクルーザー、コースターは、その地域のトヨタ店が販売を受け持つこととなった。それまでディーゼル店とトヨタ店で併売されていたダイナは、これ以降トヨタ店（大阪地区は2006年8月8日に旧大阪トヨタより社名変更した大阪トヨペット）での専売車種となる。
最終的に、日本では大型車市場におけるトヨタブランドが廃止され、トヨタグループの大型車メーカーである日野自動車からの供給でまかなわれることとなった。トヨタブランドでの日本国内向け大型車販売は、DB100系ボンネットバス、DR10/15系リアエンジンバスが1974年（昭和49年）頃まで、DA110系ボンネット/DC系キャブオーバートラックが1978年（昭和53年）頃までに終了したが、2017年（平成29年）より燃料電池バス「トヨタFCバス」のリース販売が開始され、43年ぶりにトヨタブランドの大型バスが復活した。

## 主な取扱車種
商用車（ディーゼル店専売車種）
- 大型･中型トラック（ディーゼルエンジン搭載車）
  - DA60 - DA90系、DA100 - 110系ボンネットトラック
  - DC80系・FC80系・DA115系、FA115C系キャブオーバートラック
- マッシーダイナ
- 大型バス（ディーゼルエンジン搭載車）
  - リアエンジンバス 〔DR10 / DR15〕 車体は富士重工、川崎、三菱（名古屋大江）/クレハ、帝国/金産、西工などのオーダーが可能。
  - ボンネットバス 〔DB70 - 90系、DB100系 DB100系の標準車体は富士重工。
  - キャブオーバーバス 〔DB70C - 90C系、DB105C〕 DB105の標準車体は富士重工。
- ライトバス → コースターへ車名変更[3]
- ランドクルーザー[4]

商用車（トヨタ店との併売車種）
- ダイナ

商用車（パブリカ店→カローラ店との併売車種）
- パブリカバン[5]
- パブリカピックアップ[5]
- ミニエースバン
- ミニエーストラック
- カローラバン

※以下は東京トヨタディーゼル・名古屋トヨタディーゼルで取り扱われた車種を示す
- ハイラックス[6]
- タウンエースバン[7]
- タウンエーストラック

乗用車（基本的にパブリカ店→カローラ店との併売）
- パブリカ[8]
- スポーツ800
- カローラ[9]
- ミニエースコーチ[10]
- セリカ

※以下は東京トヨタディーゼル・名古屋トヨタディーゼルで取り扱われた車種を示す
- タウンエースワゴン[11]
- セリカXX
- ターセル[12]

※以下は名古屋トヨタディーゼルで取り扱われた車種を示す
- セリカカムリ[13]
- カムリ[14]
- カローラII[15]
- スープラ[16]
- ランドクルーザーワゴン[17]

## トヨタディーゼル店販売会社一覧
太字は2023年6月現在、他系列に移行して存続している販売会社
- 東京トヨタディーゼル株式会社（1957年3月 - 1980年1月）- 当初は東急グループ。本社は当初は赤坂見附に存在したが、1968年に目黒区青葉台に移転。ほかに支店が大田区ほか数か所に存在した。トヨタディーゼル店で唯一解散の措置を採っており、店舗と従業員は出店地域ごとにトヨタ東京カローラ（現・トヨタモビリティ東京）およびトヨタ西東京カローラ（法人としては現在のトヨタS&Dフリート西東京）に引き継がれた。
- 大阪トヨタディーゼル株式会社（1957年3月 - 1972年4月）- トヨタカローラ大阪に吸収合併された。産業車両部門は1966年に分社化され「大阪トヨタフォークリフト」となったのち、「トヨタL&F大阪」に社名変更後、トヨタL&F京滋との統合を経て「トヨタL&F近畿」となる。
- 名古屋トヨタディーゼル株式会社[18]（1957年4月 - 1988年12月）- 名古屋鉄道も資本参加、後に愛知トヨタグループとなり、トヨタカローラ名都株式会社へ社名変更。1996年4月には同じ愛知トヨタグループのトヨタカローラ愛豊株式会社に吸収合併され、2023年5月1日に愛知トヨタEAST・愛知トヨタWESTとなった。
- 福岡トヨタディーゼル株式会社（1957年9月 - 1970年5月）- 当初は西日本鉄道も資本参加。現・トヨタカローラ福岡株式会社。
- 宮城トヨタディーゼル株式会社（1957年10月 - 1969年7月）- トヨタカローラ宮城株式会社に社名変更[19]、2020年10月に宮城トヨタグループ（MTG）に経営権が移され、2023年4月1日にMTGの中核会社である宮城トヨタ自動車に吸収合併された。
- 静岡トヨタディーゼル株式会社（1957年12月 - 1969年5月）- トヨタカローラ東海株式会社に社名変更、2021年4月にネッツトヨタスルガと共に静岡トヨペットに吸収合併され、トヨタユナイテッド静岡株式会社に社名変更。
- 札幌トヨタディーゼル株式会社（1957年12月 - 1973年12月）- トヨタカローラ北海株式会社に社名変更。1980年5月にはトヨタビスタ札幌株式会社、2004年5月のネッツ店との統合に伴うビスタ店廃止によりネッツトヨタ道都株式会社に社名変更。
- 神戸トヨタディーゼル株式会社（1958年2月 - 1970年5月）- 大関グループで、1970年5月にトヨタカローラ兵庫株式会社に社名変更したが、2021年4月1日付で兵庫トヨタ自動車に譲渡される。産業車両部門は1970年に分社化され、「兵庫トヨタフォークリフト（現・トヨタL&F兵庫）」となる。
- 横浜トヨタディーゼル株式会社[20]（1958年4月 - 1970年4月）- トヨタカローラ東急株式会社に社名変更したが、1972年10月にトヨタカローラ横浜株式会社に吸収合併された。
- 埼玉トヨタディーゼル株式会社（1965年9月 - 1969年7月）- トヨタ勝又グループ。現・トヨタカローラ新埼玉株式会社。
- 千葉トヨタディーゼル株式会社（1965年9月 - 1969年7月）- トヨタ勝又グループ。トヨタカローラ京葉株式会社に社名変更したが、1990年12月に同じトヨタ勝又グループのトヨタカローラ千葉に吸収合併された。